# Netelia thomsoni
Netelia thomsoni är en stekelart som beskrevs av Brauns 1889. Netelia thomsoni ingår i släktet Netelia, och familjen brokparasitsteklar. Arten är reproducerande i Sverige.